# Azua (provincie)
Azua is een provincie in het zuiden van de Dominicaanse Republiek. Ze heeft 220.000 inwoners en is 2700 km² groot.

## Azua heeft 10 gemeenten
| - De provinciehoofdstad: Azua - Estebania - Guayabal - Las Charcas - Las Yayas de Viajama - Padre Las Casas - Peralta - Pueblo Viejo - Sabana Yegua - Villa Tabara Arriba |

- Library of Congress Control Number: n80018837
- MusicBrainz: aa38c23b-6ebd-4af8-a09b-7ce4ff66a9e1
- National Archives and Records Administration: 10044699
- Nationale Bibliotheek van Israël: 987007559492705171

Azua · Baoruco · Barahona · Dajabón · Duarte · Elías Piña · El Seibo · Espaillat · Hato Mayor · Hermanas Mirabal · Independencia · La Altagracia · La Romana · La Vega · María Trinidad Sánchez · Monseñor Nouel · Monte Cristi · Monte Plata · Pedernales · Peravia · Puerto Plata · Samaná · Sánchez Ramírez · San Cristóbal · San José de Ocoa · San Juan · San Pedro de Macorís · Santiago · Santiago Rodríguez · Santo Domingo · Valverde
Distrito Nacional